# Barbera van der Kaay
Barbera van der Kaay (4 mei 1982) is een Nederlandse singer-songwriter. Na haar opleiding aan de Frank Sanders Academie voor musicaltheater in Amsterdam startte ze met het spelen in professionele musicals. In 2011 begon zij met schrijven van liedjes en leerde zij zichzelf als autodidact gitaar spelen. Momenteel reist Barbera met haar gitaar en liedjes door het land. 

## Theater
- 2014-2015 - Een avond met Dorus - Enny Manders
- 2012-2013 - Shrek - Goede Fee & Koekje, tevens understudy voor de rol van Fiona
- 2010-2011 - Legally Blonde - Kate/Chutney, tevens understudy voor de rol van Brooke Wyndham & Enid Hoopes
- 2009-2010 - Hairspray - Tammy, tevens understudy voor de rol van Penny Pingleton